# Laurie Graham
Laurie Jean Graham (Orangeville, 30 marzo 1960) è un'ex sciatrice alpina canadese.

## Biografia
Specialista delle prove veloci originaria di Inglewood, in Coppa del Mondo Laurie Graham esordì nel 1977 e ottenne il primo podio, nonché primo risultato di rilievo in campo internazionale, il 5 dicembre 1979 a Val-d'Isère in discesa libera (3ª). Ai XIII Giochi olimpici invernali di Lake Placid 1980, sua prima presenza olimpica, si classificò 11ª nella discesa libera e ai Mondiali di Schladming 1982, suo debutto iridato, vinse la medaglia d'argento nella medesima specialità e non completò la combinata, mentre nella successiva stagione 1982-1983 in Coppa del Mondo vinse la sua prima gara, il 5 marzo 1983 a Mont-Tremblant ancora in discesa libera.
Ai XV Giochi olimpici invernali di Sarajevo 1984 fu 11ª nella discesa libera e 33ª nello slalom gigante e ai Mondiali di Bormio 1985 si piazzò 7ª nella discesa libera. La stagione 1985-1986 fu la sua migliore in Coppa del Mondo, dove si piazzò 14ª nella classifica generale e 3ª in quella di discesa libera (risultato bissato l'anno seguente). Nel 1986, il 13 dicembre, conquistò la sua ultima vittoria in Coppa del Mondo, a Val-d'Isère in discesa libera.
Al cancelletto di partenza anche nella rassegna iridata di Crans-Montanta 1987, onorò la sua ultima presenza iridata con il 5º posto nella discesa libera e l'11º nel supergigante; poco dopo, il 14 marzo a Vail, ottenne in discesa libera l'ultimo podio in Coppa del Mondo (2ª). Dopo aver ancora preso parte ai XVI Giochi olimpici invernali di Calgary 1988 (5ª nella discesa libera, 13ª nel supergigante), ottenne l'ultimo piazzamento internazionale in occasione della discesa libera di Coppa del Mondo disputata a Rossland il 12 marzo 1988, chiusa al 14º posto. È stata spostata al bobbista Clarke Flynn.

## Bilancio della carriera
Velocista pura in attività negli anni 1980, è stata il punto di forza della nazionale canadese femminile del periodo, riuscendo in carriera a ottenere sei successi in Coppa del Mondo: cinque in discesa libera e uno in supergigante (prima canadese a imporsi in tale specialità). Conquistò anche la medaglia di bronzo nella discesa libera in occasione dei Mondiali di Schladming 1982, in Austria.

## Palmarès

### Mondiali
- 1 medaglia:
  - 1 bronzo (discesa libera a Schladming 1982)

### Coppa del Mondo
- Miglior piazzamento in classifica generale: 14ª nel 1986
- 15 podi (14 in discesa libera, 1 in supergigante):
  - 6 vittorie (5 in discesa libera, 1 in supergigante)
  - 4 secondi posti
  - 5 terzi posti

#### Coppa del Mondo - vittorie
| Data             | Località          | Paese    | Specialità |
| ---------------- | ----------------- | -------- | ---------- |
| 5 marzo 1983     | Mont-Tremblant    | Canada   | DH         |
| 8 gennaio 1984   | Puy-Saint-Vincent | Francia  | SG         |
| 8 marzo 1985     | Banff             | Canada   | DH         |
| 13 dicembre 1985 | Val-d'Isère       | Francia  | DH         |
| 1º febbraio 1986 | Crans-Montana     | Svizzera | DH         |
| 13 dicembre 1986 | Val-d'Isère       | Francia  | DH         |

Legenda:

DH = discesa libera

SG = supergigante

### Campionati canadesi
- 5 medaglie (dati parziali)[2]:
  - 4 ori (discesa libera[1] nel 1980; supergigante[senza fonte] nel 1984; discesa libera[1] nel 1985; discesa libera[1] nel 1988)
  - 1 bronzo (discesa libera[3] nel 1981)

## Onorificenze e riconoscimenti
- Atleta canadese dell'anno 1986[1]